# Košarkaški klub Borac Čačak
Il Košarkaški klub Borac Čačak è una società cestistica avente sede nella città di Čačak, in Serbia. Fondata nel 1945, disputa il campionato serbo.

## Roster 2021-2022
Aggiornato al 25 agosto 2021.
|    | Naz.                   | Ruolo | Sportivo          | Anno | Alt. | Peso |  |
| -- | ---------------------- | ----- | ----------------- | ---- | ---- | ---- |  |
| 7  | Georgia (bandiera)     | GA    | Duda Sanadze      | 1992 | 197  | 95   |  |
| 8  | Serbia (bandiera)      | G     | Radovan Đoković   | 1996 | 198  | 81   |  |
| 30 | Serbia (bandiera)      | AP    | Aleksa Novaković  | 1996 | 200  | 100  |  |
| 34 | Serbia (bandiera)      | AG    | Nemanja Todorović | 1991 | 206  | 92   |  |
| 44 | Serbia (bandiera)      | G     | Uroš Čarapić      | 1996 | 195  | 91   |  |
|    | Stati Uniti (bandiera) | G     | Hunter Hale       | 1997 | 192  | 75   |  |
|    | Argentina (bandiera)   | P     | Lautaro López     | 1999 | 188  | 81   |  |
|    | Serbia (bandiera)      | C     | Ivan Marinković   | 1993 | 208  | 100  |  |
|    | Serbia (bandiera)      | AC    | Marko Pecarski    | 2000 | 208  | 106  |  |
|    | Montenegro (bandiera)  | AG    | Bojan Tomašević   | 2001 | 203  | 100  |  |

### Staff tecnico
| Allenatore: | Marko Marinović             |
| Assistente: | Đorđe Mićić, Miroslav Milić |